# 副業

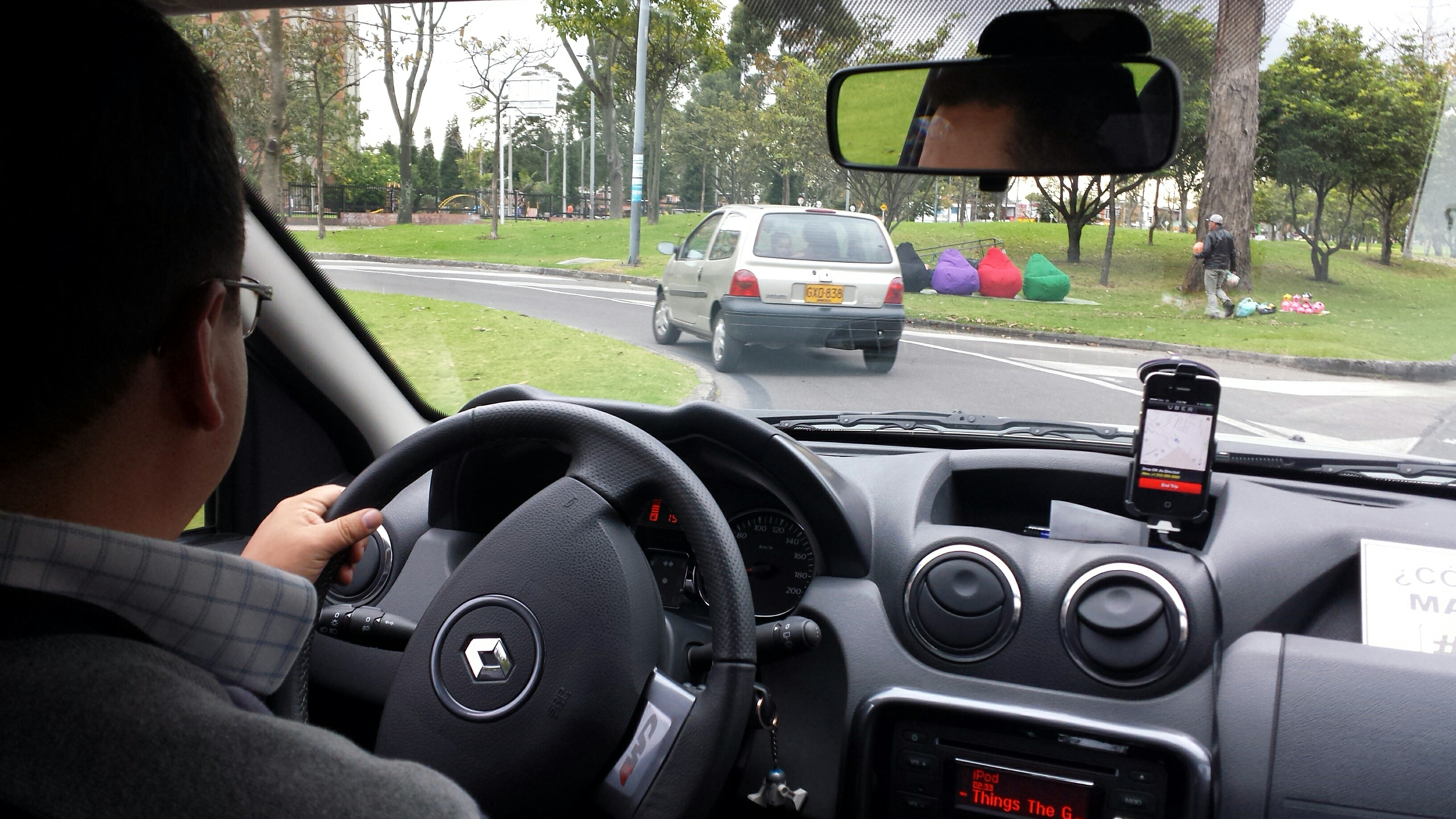
优步司机是西方国家常见的一种副业

副业（英語：side job、或）也称第二职业，指工薪阶层在全职的主要职业（主业）外为了补充收入而额外从事的兼职或临时工作。在西方国家，标准工时之外的副业也称“夜职”（moonlighting）。
如果从事的副业才是个人为了理想爱好（比如音乐、写作、竞技、社会活动等）而追求的价值所在，从事正常工时内的主业反而纯粹是为了能资助副业发展，则主业被俗称“正业”（day job）。
从事副业最常见的原因是获得更多的可支配收入。在美国，因为工资增长无法跟上生活成本的提升, 从事副业的人数逐年增长，以至于约有三分之一的人群需要从事副业才能支付日常开销。约有一半的美国人报告自己拥有副业，其中包括43%的全职工作者，许多人还不只从事一个副业。在英国，60%的学生和毕业生报告自己从事副业，43%需要有副业才能支付房租。
千禧世代是最可能从事副业的人群，理由通常是为了获得足够的资本“安全网”以便追求就业主动性、弹性工时和财务自由，同时也因为这一代人比之前的几代人都面临更大的高学历失业、偿还助学贷款、住房还贷危机、婚恋难度大和职业规划受阻的压力，使得这些人被迫变成了大众媒体和学术界口中所谓的“副业一代”（side hustle generation）。